# グランペール
グランペールは2003年に設立されたテーブルゲームの企画・製作・販売を行っている日本のメーカー。2006年に株式会社グランペールとして法人登記された。

## 概要
1990年代にテーブルトークRPGの世界で活躍していたゲームデザイナーの伏見健二が2003年に設立した団体。ボードゲーム、カードゲーム、テーブルトークRPGなどのテーブルゲームの製作と出版を行っている。
「もっとも小さいゲームメーカー」を自ら名乗っており、ミニマムロットで個性的な商品を生産するガレージメーカーを志向している。そのため、グランペールから発売される商品は数百部程度しか製作されないものが多く、商品の入手もテーブルゲームの専門店でないと困難である。しかし、それゆえに商業的な需要からは製作されにくい多くの個性的なゲームの製作販売が積極的に行われている。
特徴的なところにエンドユーザーからのゲーム企画の募集を行っている部分がある。企画と資金をグランペールに持ち込むことで、グランペール側が印刷や製本、編集などを請負い、自分が思い浮かぶ理想のゲームを販売してくれるのである。また、自らがゲームデザインを行わなくても企画を持ち込めば、ゲームデザイナーにアサインしてデザインを行ってくれる場合もある。
近年は伏見の本業である介護福祉の仕事が極めて多忙な状態であるらしく、グランペールの運営は行われていない模様。ブルーフォレスト物語を始め、復刻させたTRPGシステムも続々絶版になっており、サイトも消滅しているため、アクセスは出来ない。

## 所在地
東京都練馬区下石神井2-34-5　石塚荘202